# Světový pohár v biatlonu 2020/2021
Světový pohár v biatlonu 2020/2021 byl 44. ročníkem světového poháru pořádaným Mezinárodní biatlonovou unií (IBU). Odstartoval 28. listopadu 2020 ve finském Kontiolahti a skončil 21. března 2021 ve švédském Östersundu, kam byl závěrečný podnik přesunut z tradičního Holmenkollenu. Hlavní událostí tohoto ročníku bylo mistrovství světa konané ve slovinské Pokljuce. Součástí světového poháru byly i dva podniky v Novém Městě na Moravě v březnu 2021. 
Celkové vítězství z předchozí sezóny obhajovali Nor Johannes Thingnes Bø a Italka Dorothea Wiererová, která titul neobhájila. 
Potřetí za sebou v celkovém pořadí zvítězil Nor Johannes Thingnes Bø, který v závěrečném závodě sezóny dokázal udržet náskok před krajanem Leagreidem. Vítězství mezi ženami si zajistila již během předposledního podniku světového poháru v Novém Městě Norka Tiril Eckhoffová.
Po tomto ročníku světového poháru ukončil z českých reprezentantů kariéru Ondřej Moravec. Mezi zahraničními závodníky šlo především o Němce Simona Schemppa a Arnda Peiffera, Nora Larse Helge Birkelanda a Italku Nicole Gontierovou.

## Program
Z důvodu pokračující světové pandemie covidu-19 došlo na konci září ke změně v programu první třetiny závodní sezóny. Ve snaze chránit závodníky i pořadatele minimalizací cestování byly druhý a čtvrtý díl seriálu, původně plánovaných do švédského Östersundu a francouzského Annecy, přesunuty do Kontiolahti resp. Hochfilzenu, aby vznikly dva dvoutýdenní bloky.
Začátkem října pak IBU oznámila přesun lednových závodů z Ruhpoldingu do Oberhofu. Kolo, které se mělo konat v Pekingu jako test na Zimní olympijské hry 2022, bylo nahrazeno dalším kolem v Novém Městě na Moravě. Schéma i počet závodů však zůstaly zachovány.
V únoru 2021, když norské regulační orgány závody v Holmenkollenu z důvodu aktuální pandemické situace ve světě nepovolily, přesunula Mezinárodní biatlonová unie tento poslední podnik sezóny do švédského Östersundu. 
| Místo konání         | Datum konání                     | Sprint | Stíhací závod | Závod s hromadným startem | Vytrvalostní závod | Štafeta | Smíšená štafeta | Smíšený závod dvojic |
| -------------------- | -------------------------------- | ------ | ------------- | ------------------------- | ------------------ | ------- | --------------- | -------------------- |
| Kontiolahti          | 27.–29. listopadu 2020           | ●      |               |                           | ●                  |         |                 |                      |
| Kontiolahti          | 30. listopadu – 6. prosince 2020 | ●      | ●             |                           |                    | ●       |                 |                      |
| Hochfilzen           | 7.–13. prosince 2020             | ●      | ●             |                           |                    | ●       |                 |                      |
| Hochfilzen           | 14.–20. prosince 2020            | ●      | ●             | ●                         |                    |         |                 |                      |
| Oberhof              | 4.–10. ledna 2021                | ●      | ●             |                           |                    |         | ●               | ●                    |
| Oberhof              | 11.–17. ledna 2021               | ●      |               | ●                         |                    | ●       |                 |                      |
| Anterselva           | 18.–24. ledna 2021               |        |               | ●                         | ●                  | ●       |                 |                      |
| Pokljuka (MS)        | 11.–21. února 2021               | ●      | ●             | ●                         | ●                  | ●       | ●               | ●                    |
| Nové Město na Moravě | 1.–7. března 2021                | ●      | ●             |                           |                    | ●       |                 |                      |
| Nové Město na Moravě | 8.–14. března 2021               | ●      | ●             |                           |                    |         | ●               | ●                    |
| Östersund            | 16.–21. března 2021              | ●      | ●             | ●                         |                    |         |                 |                      |
| Celkově              | Celkově                          | 10     | 8             | 5                         | 3                  | 6       | 3               | 3                    |

Poznámka: Mistrovství světa není součástí světového poháru, ale výsledky z něj se do hodnocení světového poháru započítávají.

## Počet nasazených závodníků podle země
Podle toho, jak se státy umístily v hodnocení národů v ročníku 2019/2020, se určil nejvyšší počet žen a mužů, který může země nasadit do sprintu a vytrvalostního závodu. Dalších celkově osm závodníků lze nasadit na základě divoké karty, kterou uděluje IBU pro každý trimestr (tři po sobě jdoucí podniky) zvlášť.
Muži:
- 6 závodníků:  Norsko,  Francie,  Německo,  Rusko,  Rakousko
- 5 závodníků:  Švédsko,  Ukrajina,  Česko,  Itálie,  Bělorusko ↑
- 4 závodníci:  Slovinsko,  Švýcarsko ↓,  USA,  Kanada,  Bulharsko,  Litva ↑,  Polsko ↑
- 3 závodníci:    Estonsko ↓,  Finsko,  Slovensko ↓,   Lotyšsko,  Belgie ↑,  Čína ↑
- 2 závodníci:  Rumunsko,  Kazachstán ↓
- 0 závodníků:  Japonsko

Ženy:
- 6 závodnic:  Norsko,  Německo,  Francie,  Švédsko,  Rusko ↑
- 5 závodnic:  Ukrajina,  Švýcarsko,  Itálie ↓,  Česko,  Rakousko
- 4 závodnice:  Polsko,  Bělorusko,  USA,  Finsko,  Kanada,  Estonsko,  Čína ↑
- 3 závodnice:  Slovensko ↓,  Kazachstán,  Japonsko,  Slovinsko,  Bulharsko,  Jižní Korea
- 2 závodnice:  Litva,  Lotyšsko

Šipky ↑ ↓ značí, zda se počet závodníků dané země oproti předcházejícímu ročníku světového poháru zvýšil nebo snížil.

## Světový pohár – pódiové umístění

### Muži
| Č.  | datum              | místo         | disciplína         | délka   | vítěz                  | druhé místo            | třetí místo            | žlutý trikot (po závodě) |
| --- | ------------------ | ------------- | ------------------ | ------- | ---------------------- | ---------------------- | ---------------------- | ------------------------ |
| 1.  | 28. listopadu 2020 | Kontiolahti   | vytrvalostní závod | 20 km   | Sturla Holm Laegreid   | Johannes Thingnes Bø   | Erik Lesser            | Laegreid                 |
| 2.  | 29. listopadu 2020 | Kontiolahti   | sprint             | 10 km   | Johannes Thingnes Bø   | Sebastian Samuelsson   | Martin Ponsiluoma      | J. T. Bø                 |
| 3.  | 3. listopadu 2020  | Kontiolahti   | sprint             | 10 km   | Tarjei Bø              | Arnd Peiffer           | Johannes Thingnes Bø   | J. T. Bø                 |
| 4.  | 5. prosince 2020   | Kontiolahti   | stíhací závod      | 12 km   | Sebastian Samuelsson   | Fabien Claude          | Johannes Thingnes Bø   | J. T. Bø                 |
| 5.  | 11. prosince 2020  | Hochfilzen    | sprint             | 10 km   | Johannes Dale          | Quentin Fillon Maillet | Fabien Claude          | J. T. Bø                 |
| 6.  | 12. prosince 2020  | Hochfilzen    | stíhací závod      | 12 km   | Quentin Fillon Maillet | Émilien Jacquelin      | Johannes Dale          | J. T. Bø                 |
| 7.  | 17. prosince 2020  | Hochfilzen    | sprint             | 10 km   | Sturla Holm Laegreid   | Johannes Dale          | Johannes Thingnes Bø   | J. T. Bø                 |
| 8.  | 19. prosince 2020  | Hochfilzen    | stíhací závod      | 12 km   | Sturla Holm Laegreid   | Émilien Jacquelin      | Johannes Thingnes Bø   | J. T. Bø                 |
| 9.  | 20. prosince 2020  | Hochfilzen    | hromadný start     | 15 km   | Arnd Peiffer           | Martin Ponsiluoma      | Tarjei Bø              | J. T. Bø                 |
| 10. | 8. ledna 2021      | Oberhof       | sprint             | 10 km   | Johannes Thingnes Bø   | Tarjei Bø              | Sturla Holm Laegreid   | J. T. Bø                 |
| 11. | 9. ledna 2021      | Oberhof       | stíhací závod      | 12,5 km | Sturla Holm Laegreid   | Johannes Dale          | Tarjei Bø              | J. T. Bø                 |
| 12. | 13. ledna 2021     | Oberhof       | sprint             | 10 km   | Johannes Thingnes Bø   | Sturla Holm Laegreid   | Arnd Peiffer           | J. T. Bø                 |
| 13. | 17. ledna 2021     | Oberhof       | hromadný start     | 15 km   | Tarjei Bø              | Felix Leitner          | Benjamin Weger         | J. T. Bø                 |
| 14. | 22. ledna 2021     | Anterselva    | vytrvalostní závod | 20 km   | Alexandr Loginov       | Sturla Holm Laegreid   | Quentin Fillon Maillet | J. T. Bø                 |
| 15. | 24. ledna 2021     | Anterselva    | hromadný start     | 15 km   | Johannes Thingnes Bø   | Quentin Fillon Maillet | Jakov Fak              | J. T. Bø                 |
| 16. | 12. února 2021     | Pokljuka (MS) | sprint             | 10 km   | Martin Ponsiluoma      | Simon Desthieux        | Émilien Jacquelin      | J. T. Bø                 |
| 17. | 14. února 2021     | Pokljuka (MS) | stíhací závod      | 12,5 km | Émilien Jacquelin      | Sebastian Samuelsson   | Johannes Thingnes Bø   | J. T. Bø                 |
| 18. | 17. února 2021     | Pokljuka (MS) | vytrvalostní závod | 20 km   | Sturla Holm Laegreid   | Arnd Peiffer           | Johannes Dale          | J. T. Bø                 |
| 19. | 21. února 2021     | Pokljuka (MS) | hromadný start     | 15 km   | Sturla Holm Laegreid   | Johannes Dale          | Quentin Fillon Maillet | J. T. Bø                 |
| 20. | 6. března 2021     | Nové Město    | sprint             | 10 km   | Simon Desthieux        | Sebastian Samuelsson   | Arnd Peiffer           | J. T. Bø                 |
| 21. | 7. března 2021     | Nové Město    | stíhací závod      | 12,5 km | Tarjei Bø              | Johannes Thingnes Bø   | Simon Desthieux        | J. T. Bø                 |
| 22. | 11. března 2021    | Nové Město    | sprint             | 10 km   | Quentin Fillon Maillet | Tarjei Bø              | Lukas Hofer            | J. T. Bø                 |
| 23. | 13. března 2021    | Nové Město    | stíhací závod      | 12,5 km | Quentin Fillon Maillet | Johannes Thingnes Bø   | Émilien Jacquelin      | J. T. Bø                 |
| 24. | 19. března 2021    | Östersund     | sprint             | 10 km   | Lukas Hofer            | Sebastian Samuelsson   | Tarjei Bø              | J. T. Bø                 |
| 25. | 20. března 2021    | Östersund     | stíhací závod      | 12,5 km | Sturla Holm Laegreid   | Johannes Thingnes Bø   | Lukas Hofer            | J. T. Bø                 |
| 26. | 21. března 2021    | Östersund     | hromadný start     | 15 km   | Simon Desthieux        | Eduard Latypov         | Johannes Thingnes Bø   | J. T. Bø                 |

### Ženy
| Č.  | datum              | místo         | disciplína         | délka   | vítězka                | druhé místo            | třetí místo            | žlutý trikot (po závodě) |
| --- | ------------------ | ------------- | ------------------ | ------- | ---------------------- | ---------------------- | ---------------------- | ------------------------ |
| 1.  | 28. listopadu 2020 | Kontiolahti   | vytrvalostní závod | 15 km   | Dorothea Wiererová     | Denise Herrmannová     | Johanna Skottheimová   | Wiererová                |
| 2.  | 29. listopadu 2020 | Kontiolahti   | sprint             | 7,5 km  | Hanna Öbergová         | Marte Røiselandová     | Karoline Knottenová    | Öbergová                 |
| 3.  | 3. listopadu 2020  | Kontiolahti   | sprint             | 7,5 km  | Hanna Öbergová         | Anaïs Chevalierová     | Elvira Öbergová        | Öbergová                 |
| 4.  | 6. prosince 2020   | Kontiolahti   | stíhací závod      | 10 km   | Tiril Eckhoffová       | Marte Røiselandová     | Hanna Öbergová         | Öbergová                 |
| 5.  | 11. prosince 2020  | Hochfilzen    | sprint             | 7,5 km  | Dzinara Alimbekavová   | Tiril Eckhoffová       | Franziska Preussová    | Öbergová                 |
| 6.  | 13. prosince 2020  | Hochfilzen    | stíhací závod      | 10 km   | Marte Røiselandová     | Dzinara Alimbekavová   | Julia Simonová         | Røiselandová             |
| 7.  | 18. prosince 2020  | Hochfilzen    | sprint             | 7,5 km  | Tiril Eckhoffová       | Ingrid Tandrevoldová   | Marte Røiselandová     | Røiselandová             |
| 8.  | 19. prosince 2020  | Hochfilzen    | stíhací závod      | 10 km   | Tiril Eckhoffová       | Hanna Öbergová         | Elvira Öbergová        | Røiselandová             |
| 9.  | 20. prosince 2020  | Hochfilzen    | hromadný start     | 12,5 km | Marte Røiselandová     | Tiril Eckhoffová       | Dorothea Wiererová     | Røiselandová             |
| 10. | 8. ledna 2021      | Oberhof       | sprint             | 7,5 km  | Tiril Eckhoffová       | Hanna Öbergová         | Lisa Theresa Hauserová | Røiselandová             |
| 11. | 9. ledna 2021      | Oberhof       | stíhací závod      | 10 km   | Tiril Eckhoffová       | Marte Røiselandová     | Lisa Theresa Hauserová | Røiselandová             |
| 12. | 14. ledna 2021     | Oberhof       | sprint             | 7,5 km  | Tiril Eckhoffová       | Dorothea Wiererová     | Lisa Theresa Hauserová | Røiselandová             |
| 13. | 17. ledna 2021     | Oberhof       | hromadný start     | 12,5 km | Julia Simonová         | Franziska Preussová    | Hanna Öbergová         | Røiselandová             |
| 14. | 21. ledna 2021     | Anterselva    | vytrvalostní závod | 15 km   | Lisa Theresa Hauserová | Julija Džymová         | Anaïs Chevalierová     | Røiselandová             |
| 15. | 23. ledna 2021     | Anterselva    | hromadný start     | 12,5 km | Julia Simonová         | Hanna Öbergová         | Lisa Theresa Hauserová | Røiselandová             |
| 16. | 13. února 2021     | Pokljuka (MS) | sprint             | 7,5 km  | Tiril Eckhoffová       | Anaïs Chevalierová     | Hanna Solová           | Eckhoffová               |
| 17. | 14. února 2021     | Pokljuka (MS) | stíhací závod      | 10 km   | Tiril Eckhoffová       | Lisa Theresa Hauserová | Anaïs Chevalierová     | Eckhoffová               |
| 18. | 16. února 2021     | Pokljuka (MS) | vytrvalostní závod | 15 km   | Markéta Davidová       | Hanna Öbergová         | Ingrid Tandrevoldová   | Eckhoffová               |
| 19. | 21. února 2021     | Pokljuka (MS) | hromadný start     | 12,5 km | Lisa Theresa Hauserová | Ingrid Tandrevoldová   | Tiril Eckhoffová       | Eckhoffová               |
| 20. | 6. března 2021     | Nové Město    | sprint             | 7,5 km  | Tiril Eckhoffová       | Julija Džymová         | Lisa Vittozziová       | Eckhoffová               |
| 21. | 7. března 2021     | Nové Město    | stíhací závod      | 10 km   | Tiril Eckhoffová       | Denise Herrmannová     | Marte Røiselandová     | Eckhoffová               |
| 22. | 12. března 2021    | Nové Město    | sprint             | 7,5 km  | Tiril Eckhoffová       | Denise Herrmannová     | Dorothea Wiererová     | Eckhoffová               |
| 23. | 13. března 2021    | Nové Město    | stíhací závod      | 10 km   | Tiril Eckhoffová       | Dzinara Alimbekavová   | Franziska Preussová    | Eckhoffová               |
| 24. | 19. března 2021    | Östersund     | sprint             | 7,5 km  | Tiril Eckhoffová       | Dorothea Wiererová     | Ingrid Tandrevoldová   | Eckhoffová               |
| 25. | 20. března 2021    | Östersund     | stíhací závod      | 10 km   | Marte Røiselandová     | Tiril Eckhoffová       | Hanna Solová           | Eckhoffová               |
| 26. | 21. března 2021    | Östersund     | hromadný start     | 12,5 km | Ingrid Tandrevoldová   | Dzinara Alimbekavová   | Franziska Preussová    | Eckhoffová               |

### Mužská štafeta (4x7.5km)
| Č. | datum             | místo         | vítězové                                                                              | druhé místo                                                                    | třetí místo                                                                                   | vedoucí disciplíny (po závodě) |
| -- | ----------------- | ------------- | ------------------------------------------------------------------------------------- | ------------------------------------------------------------------------------ | --------------------------------------------------------------------------------------------- | ------------------------------ |
| 1. | 6. prosince 2020  | Kontiolahti   | Norsko Sturla Holm Laegreid Vetle Sjåstad Christiansen Tarjei Bø Johannes Thingnes Bø | Švédsko Peppe Femling Jesper Nelin Martin Ponsiluoma Sebastian Samuelsson      | Německo Erik Lesser Roman Rees Arnd Peiffer Benedikt Doll                                     | Norsko                         |
| 2. | 13. prosince 2020 | Hochfilzen    | Švédsko Peppe Femling Jesper Nelin Martin Ponsiluoma Sebastian Samuelsson             | Norsko Sturla Holm Laegreid Johannes Dale Tarjei Bø Johannes Thingnes Bø       | Německo Erik Lesser Roman Rees Benedikt Doll Philipp Horn                                     | Norsko Švédsko                 |
| 3. | 15. ledna 2021    | Oberhorf      | Francie Simon Desthieux Quentin Fillon Maillet Fabien Claude Émilien Jacquelin        | Norsko Vetle Sjåstad Christiansen Johannes Dale Tarjei Bø Johannes Thingnes Bø | Itálie Thomas Bormolini Lukas Hofer Tommaso Giacomel Dominik Windisch                         | Norsko                         |
| 4. | 23. ledna 2021    | Anterselva    | Francie Antonin Guigonnat Quentin Fillon Maillet Simon Desthieux Émilien Jacquelin    | Norsko Sturla Holm Laegreid Johannes Dale Tarjei Bø Johannes Thingnes Bø       | Rusko Anton Babikov Matvej Jelisejev Alexandr Loginov Eduard Latypov                          | Norsko                         |
| 5. | 20. února 2021    | Pokljuka (MS) | Norsko Sturla Holm Laegreid Tarjei Bø Johannes Thingnes Bø Vetle Sjåstad Christiansen | Švédsko Peppe Femling Jesper Nelin Martin Ponsiluoma Sebastian Samuelsson      | Ruská biatlonová unie Said Karimulla Chalili Matvej Jelisejev Alexandr Loginov Eduard Latypov | Norsko                         |
| 6. | 5. března 2021    | Nové Město    | Německo Erik Lesser Benedikt Doll Arnd Peiffer Philipp Nawrath                        | Rusko Said Karimulla Chalili Matvej Jelisejev Alexandr Loginov Eduard Latypov  | Norsko Sturla Holm Laegreid Johannes Dale Tarjei Bø Johannes Thingnes Bø                      | Norsko                         |

### Ženská štafeta (4x6km)
| Č. | datum             | místo         | vítězky                                                                                               | druhé místo                                                                       | třetí místo                                                                           | vedoucí disciplíny (po závodě) |
| -- | ----------------- | ------------- | --- | --------------------------------------------------------------------------------- | ------------------------------------------------------------------------------------- | ------------------------------ |
| 1. | 5. prosince 2020  | Kontiolahti   | Švédsko Johanna Skottheimová Mona Brorssonová Elvira Öbergová Hanna Öbergová                          | Francie Anaïs Bescondová Anaïs Chevalierová Chloè Chevalierová Justine Braisazová | Německo Vanessa Hinzová Franziska Preussová Maren Hammerschmidtová Denise Herrmannová | Švédsko                        |
| 2. | 12. prosince 2020 | Hochfilzen    | Norsko Karoline Knottenová Ingrid Landmark Tandrevoldová Tiril Eckhoffová Marte Olsbuová Røiselandová | Francie Anaïs Bescondová Julia Simonová Justine Braisazová Anaïs Chevalierová     | Švédsko Johanna Skottheimová Mona Brorssonová Elvira Öbergová Hanna Öbergová          | Švédsko                        |
| 3. | 16. ledna 2021    | Oberhorf      | Německo Vanessa Hinzová Janina Hettichová Denise Herrmannová Franziska Preussová                      | Bělorusko Iryna Kryuková Dzinara Alimbekavová Hanna Solová Jelena Kručinkinová    | Švédsko Mona Brorssonová Linn Perssonová Elvira Öbergová Hanna Öbergová               | Švédsko                        |
| 4. | 24. ledna 2021    | Anterselva    | Rusko Jevgenija Pavlovová Taťána Akimovová Světlana Mironovová Uljana Kajševová                       | Německo Vanessa Hinzová Janina Hettichová Denise Herrmannová Franziska Preussová  | Francie Anaïs Bescondová Anaïs Chevalierová Justine Braisazová Julia Simonová         | Německo                        |
| 5. | 20. února 2021    | Pokljuka (MS) | Norsko Ingrid Tandrevoldová Tiril Eckhoffová Ida Lienová Marte Olsbuová Røiselandová                  | Německo Vanessa Hinzová Janina Hettichová Denise Herrmannová Franziska Preussová  | Ukrajina Anastasija Merkušinová Julija Džymová Darja Blašková Olena Pidhrušná         | Německo                        |
| 6. | 4. března 2021    | Nové Město    | Švédsko Mona Brorssonová Hanna Öbergová Linn Perssonová Elvira Öbergová                               | Bělorusko Iryna Kryuková Dzinara Alimbekavová Hanna Solová Jelena Kručinkinová    | Francie Anaïs Bescondová Justine Braisazová Chloé Chevalierová Julia Simonová         | Švédsko                        |

### Smíšené závody
| Č. | datum           | místo         | disciplína           | vítězové                                                                                      | druhé místo                                                                                         | třetí místo                                                                                   | vedoucí disciplíny (po závodě) |
| -- | --------------- | ------------- | -------------------- | --------------------------------------------------------------------------------------------- | --------------------------------------------------------------------------------------------------- | --------------------------------------------------------------------------------------------- | ------------------------------ |
| 1. | 10. ledna 2021  | Oberhof       | smíšená štafeta      | Rusko Uljana Kajševová Světlana Mironovová Alexandr Loginov Eduard Latypov                    | Norsko Ingrid Landmark Tandrevoldová Marte Olsbuová Røiselandová Johannes Dale Sturla Holm Laegreid | Francie Anaïs Chevalierová-Bouchetová Justine Braisazová Fabien Claude Quentin Fillon Maillet | Rusko                          |
| 2. | 10. ledna 2021  | Oberhof       | smíšený závod dvojic | Francie Julia Simonová Émilien Jacquelin                                                      | Švédsko Hanna Öbergová Sebastian Samuelsson                                                         | Norsko Tiril Eckhoffová Johannes Thingnes Bø                                                  | Francie                        |
| 3. | 10. února 2021  | Pokljuka (MS) | smíšená štafeta      | Norsko Sturla Holm Laegreid Johannes Thingnes Bø Tiril Eckhoffová Marte Olsbuová Røiselandová | Rakousko David Komatz Simon Eder Dunja Zdoucová Lisa Theresa Hauserová                              | Švédsko Sebastian Samuelsson Martin Ponsiluoma Linn Perssonová Hanna Öbergová                 | Norsko                         |
| 4. | 18. února 2021  | Pokljuka (MS) | smíšený závod dvojic | Francie Antonin Guigonnat Julia Simonová                                                      | Norsko Johannes Thingnes Bø Tiril Eckhoffová                                                        | Švédsko Sebastian Samuelsson Hanna Öbergová                                                   | Norsko                         |
| 5. | 14. března 2021 | Nové Město    | smíšená štafeta      | Norsko Tiril Eckhoffová Marte Olsbuová Røiselandová Tarjei Bø Johannes Thingnes Bø            | Itálie Lisa Vittozziová Dorothea Wiererová Dominik Windisch Lukas Hofer                             | Švédsko Elvira Öbergová Anna Magnussonová Jesper Nelin Martin Ponsiluoma                      | Norsko                         |
| 6. | 14. března 2021 | Nové Město    | smíšený závod dvojic | Švédsko Linn Perssonová Sebastian Samuelsson                                                  | Norsko Ingrid Landmark Tandrevoldová Sturla Holm Laegreid                                           | USA Susan Dunkleeová Sean Doherty                                                             | Norsko                         |

## Pořadí Světového poháru
Vzhledem k probíhající pandemii byly z celkového pořadí odečteny čtyři nejhorší výsledky místo dosavadních dvou, respektive se započítalo pouze 22 nejlepších výsledků. V jednotlivých disciplínách byl pak odečítán určitý počet výsledků na základě počtu závodů v sezóně.

### Pořadí jednotlivců
Konečné pořadí po 26 závodech
Do celkového pořadí se započítává dvacet dva nejlepších výsledků.
| Muži   | Muži                   | Muži |
| Pořadí | Jméno                  | Body |
| ------ | ---------------------- | ---- |
| 1.     | Johannes Thingnes Bø   | 1052 |
| 2.     | Sturla Holm Laegreid   | 1039 |
| 3.     | Quentin Fillon Maillet | 930  |
| 4.     | Tarjei Bø              | 893  |
| 5.     | Johannes Dale          | 843  |
| 6.     | Sebastian Samuelsson   | 817  |
| 7.     | Émilien Jacquelin      | 812  |
| 8.     | Lukas Hofer            | 753  |
| 9.     | Simon Desthieux        | 724  |
| 10.    | Martin Ponsiluoma      | 713  |
| 23.    | Michal Krčmář          | 381  |
| 37.    | Ondřej Moravec         | 149  |
| 59.    | Jakub Štvrtecký        | 50   |
| 74.    | Mikuláš Karlík         | 22   |
| 81.    | Milan Žemlička         | 17   |
| 89.    | Tomáš Krupčík          | 7    |
| -      | Adam Václavík          | 0    |
| -      | Tomáš Mikyska          | 0    |

| Ženy   | Ženy                          | Ženy |
| Pořadí | Jméno                         | Body |
| ------ | ----------------------------- | ---- |
| 1.     | Tiril Eckhoffová              | 1152 |
| 2.     | Marte Olsbuová Røiselandová   | 963  |
| 3.     | Franziska Preussová           | 840  |
| 4.     | Hanna Öbergová                | 824  |
| 5.     | Dorothea Wiererová            | 821  |
| 6.     | Lisa Theresa Hauserová        | 818  |
| 7.     | Dzinara Alimbekavová          | 734  |
| 8.     | Ingrid Landmark Tandrevoldová | 707  |
| 9.     | Anaïs Chevalierová-Bouchetová | 677  |
| 10.    | Denise Herrmannová            | 667  |
| 11.    | Markéta Davidová              | 649  |
| 48.    | Lucie Charvátová              | 129  |
| 60.    | Eva Puskarčíková              | 64   |
| 68.    | Jessica Jislová               | 45   |
| -      | Eliška Teplá                  | 0    |
| -      | Tereza Voborníková            | 0    |
| -      | Tereza Vinklárková            | 0    |

### Pořadí závodníků do 25 let
Konečné pořadí po 26 závodech
Do celkového pořadí se započítává dvacet dva nejlepších výsledků.
| Muži   | Muži                      | Muži | Muži | Muži |
| Pořadí | Jméno                     | Body | SP   |      |
| ------ | ------------------------- | ---- | ---- | ---- |
| 1.     | Sturla Holm Laegreid      | 1039 | 2.   |      |
| 2.     | Johannes Dale             | 843  | 5.   |      |
| 3.     | Sebastian Samuelsson      | 817  | 6.   |      |
| 4.     | Felix Leitner             | 310  | 24.  |      |
| 5.     | Anton Smolski             | 264  | 26.  |      |
| 6.     | Tero Seppälä              | 169  | 36.  |      |
| 7.     | Aleksander Fjeld Andersen | 134  | 40.  |      |
| 8.     | Said Karimulla Chalili    | 111  | 44.  |      |
| 9.     | Didier Bionaz             | 92   | 51.  |      |
| 10.    | Anton Dudčenko            | 83   | 52.  |      |

| Ženy   | Ženy                          | Ženy | Ženy |
| Pořadí | Jméno                         | Body | SP   |
| ------ | ----------------------------- | ---- | ---- |
| 1.     | Dzinara Alimbekavová          | 743  | 7.   |
| 2.     | Ingrid Landmark Tandrevoldová | 707  | 8.   |
| 3.     | Markéta Davidová              | 649  | 11.  |
| 4.     | Elvira Öbergová               | 631  | 12.  |
| 5.     | Julia Simonová                | 575  | 13.  |
| 6.     | Justine Braisazová            | 511  | 15.  |
| 7.     | Janina Hettichová             | 373  | 22.  |
| 8.     | Hanna Solová                  | 366  | 23.  |
| 9.     | Ida Lienová                   | 276  | 29.  |
| 10.    | Darja Blašková                | 273  | 30.  |

### Pořadí národů
Konečně pořadí po 25 závodech
Do celkového pořadí se započítává devatenáct nejlepších výsledků z vytrvalostní závodů, sprintů a štafet.
| Muži   | Muži                        | Muži |
| Pořadí | Země                        | Body |
| ------ | --------------------------- | ---- |
| 1.     | Norsko                      | 8061 |
| 2.     | Francie                     | 7298 |
| 3.     | Německo                     | 6978 |
| 4.     | Rusko Ruská biatlonová unie | 6833 |
| 5.     | Švédsko                     | 6775 |
| 6.     | Itálie                      | 6003 |
| 7.     | Rakousko                    | 5978 |
| 8.     | Ukrajina                    | 5454 |
| 9.     | Bělorusko                   | 5420 |
| 10.    | Slovinsko                   | 5391 |
| 11.    | Česko                       | 5279 |

| Ženy   | Ženy                        | Ženy |
| Pořadí | Země                        | Body |
| ------ | --------------------------- | ---- |
| 1.     | Norsko                      | 7305 |
| 2.     | Švédsko                     | 7146 |
| 3.     | Německo                     | 7056 |
| 4.     | Francie                     | 7001 |
| 5.     | Bělorusko                   | 6433 |
| 6.     | Rusko Ruská biatlonová unie | 6407 |
| 7.     | Ukrajina                    | 6216 |
| 8.     | Rakousko                    | 6057 |
| 9.     | Itálie                      | 5975 |
| 10.    | Švýcarsko                   | 5664 |
| 11.    | Česko                       | 5326 |

### Sprint
Konečně pořadí po 10 závodech
Do celkového pořadí se započítává sedm nejlepších výsledků.
| Muži             | Muži                   | Muži |
| Pořadí           | Jméno                  | Body |
| ---------------- | ---------------------- | ---- |
| Zlatá medaile    | Johannes Thingnes Bø   | 359  |
| Stříbrná medaile | Sturla Holm Laegreid   | 319  |
| Bronzová medaile | Tarjei Bø              | 318  |
| 4.               | Sebastian Samuelsson   | 312  |
| 5.               | Johannes Dale          | 307  |
| 6.               | Quentin Fillon Maillet | 302  |
| 7.               | Lukas Hofer            | 274  |
| 8.               | Martin Ponsiluoma      | 269  |
| 9.               | Simon Desthieux        | 269  |
| 10.              | Émilien Jacquelin      | 258  |

| Ženy             | Ženy                          | Ženy |
| Pořadí           | Jméno                         | Body |
| ---------------- | ----------------------------- | ---- |
| Zlatá medaile    | Tiril Eckhoffová              | 420  |
| Stříbrná medaile | Marte Olsbuová Røiselandová   | 304  |
| Bronzová medaile | Hanna Öbergová                | 296  |
| 4.               | Dorothea Wiererová            | 282  |
| 5.               | Anaïs Chevalierová-Bouchetová | 280  |
| 6.               | Dzinara Alimbekavová          | 274  |
| 7.               | Franziska Preussová           | 267  |
| 8.               | Lisa Theresa Hauserová        | 256  |
| 9.               | Denise Herrmannová            | 238  |
| 10.              | Ingrid Landmark Tandrevoldová | 236  |

### Stíhací závod
Konečně pořadí po 8 závodech
Do celkového pořadí se započítává šest nejlepších výsledků.
| Muži             | Muži                   | Muži |
| Pořadí           | Jméno                  | Body |
| ---------------- | ---------------------- | ---- |
| Zlatá medaile    | Sturla Holm Laegreid   | 306  |
| Stříbrná medaile | Johannes Thingnes Bø   | 306  |
| Bronzová medaile | Émilien Jacquelin      | 286  |
| 4.               | Quentin Fillon Maillet | 266  |
| 5.               | Sebastian Samuelsson   | 253  |
| 6.               | Tarjei Bø              | 249  |
| 7.               | Johannes Dale          | 234  |
| 8.               | Fabien Claude          | 218  |
| 9.               | Simon Desthieux        | 211  |
| 10.              | Lukas Hofer            | 209  |

| Ženy             | Ženy                        | Ženy |
| Pořadí           | Jméno                       | Body |
| ---------------- | --------------------------- | ---- |
| Zlatá medaile    | Tiril Eckhoffová            | 360  |
| Stříbrná medaile | Marte Olsbuová Røiselandová | 319  |
| Bronzová medaile | Franziska Preussová         | 240  |
| 4.               | Hanna Öbergová              | 235  |
| 5.               | Dzinara Alimbekavová        | 226  |
| 6.               | Lisa Theresa Hauserová      | 224  |
| 7.               | Dorothea Wiererová          | 220  |
| 8.               | Elvira Öbergová             | 198  |
| 9.               | Denise Herrmannová          | 197  |
| 10.              | Julia Simonová              | 192  |

### Vytrvalostní závod
Konečné pořadí (po 3 závodech)
Do celkového pořadí se započítávají dva nejlepší výsledky.
| Muži             | Muži                   | Muži |
| Pořadí           | Jméno                  | Body |
| ---------------- | ---------------------- | ---- |
| Zlatá medaile    | Sturla Holm Laegreid   | 120  |
| Stříbrná medaile | Johannes Thingnes Bø   | 94   |
| Bronzová medaile | Alexandr Loginov       | 91   |
| 4.               | Quentin Fillon Maillet | 91   |
| 5.               | Arnd Peiffer           | 84   |
| 6.               | Ondřej Moravec         | 70   |
| 7.               | Simon Eder             | 70   |
| 8.               | Johannes Dale          | 66   |
| 9.               | Lukas Hofer            | 65   |
| 10.              | Émilien Jacquelin      | 62   |

| Ženy             | Ženy                          | Ženy |
| Pořadí           | Jméno                         | Body |
| ---------------- | ----------------------------- | ---- |
| Zlatá medaile    | Lisa Theresa Hauserová        | 103  |
| Zlatá medaile    | Dorothea Wiererová            | 103  |
| Bronzová medaile | Hanna Öbergová                | 90   |
| 4.               | Julija Džymová                | 85   |
| 5.               | Markéta Davidová              | 80   |
| 6.               | Denise Herrmannová            | 80   |
| 7.               | Anaïs Chevalierová-Bouchetová | 80   |
| 8.               | Světlana Mironovová           | 76   |
| 9.               | Dzinara Alimbekavová          | 68   |
| 10.              | Linn Perssonová               | 66   |

### Závod s hromadným startem
Konečné pořadí po 5 závodech
Do celkového pořadí se započítávají čtyři nejlepší výsledky.
| Muži             | Muži                       | Muži |
| Pořadí           | Jméno                      | Body |
| ---------------- | -------------------------- | ---- |
| Zlatá medaile    | Tarjei Bø                  | 184  |
| Stříbrná medaile | Johannes Thingnes Bø       | 180  |
| Bronzová medaile | Quentin Fillon Maillet     | 165  |
| 4.               | Sturla Holm Laegreid       | 161  |
| 5.               | Arnd Peiffer               | 159  |
| 6.               | Jakov Fak                  | 149  |
| 7.               | Simon Eder                 | 147  |
| 8.               | Johannes Dale              | 144  |
| 9.               | Benedikt Doll              | 143  |
| 10.              | Vetle Sjåstad Christiansen | 140  |

| Ženy             | Ženy                          | Ženy |
| Pořadí           | Jméno                         | Body |
| ---------------- | ----------------------------- | ---- |
| Zlatá medaile    | Ingrid Landmark Tandrevoldová | 186  |
| Stříbrná medaile | Franziska Preussová           | 183  |
| Bronzová medaile | Julia Simonová                | 181  |
| 4.               | Marte Olsbuová Røiselandová   | 175  |
| 5.               | Tiril Eckhoffová              | 172  |
| 6.               | Lisa Theresa Hauserová        | 171  |
| 7.               | Hanna Öbergová                | 165  |
| 8.               | Dorothea Wiererová            | 144  |
| 9.               | Markéta Davidová              | 142  |
| 10.              | Světlana Mironovová           | 124  |

### Štafeta
Konečně pořadí po 6 závodech
Do celkového pořadí se započítávají čtyři z nejlepších výsledků.
| Muži             | Muži                        | Muži |
| Pořadí           | Země                        | Body |
| ---------------- | --------------------------- | ---- |
| Zlatá medaile    | Norsko                      | 228  |
| Stříbrná medaile | Švédsko                     | 204  |
| Bronzová medaile | Francie                     | 203  |
| 4.               | Německo                     | 199  |
| 5.               | Rusko Ruská biatlonová unie | 193  |
| 6.               | Itálie                      | 166  |
| 7.               | Rakousko                    | 150  |
| 8.               | Ukrajina                    | 144  |
| 9.               | Slovinsko                   | 138  |
| 10.              | Česko                       | 135  |

| Ženy             | Ženy                        | Ženy |
| Pořadí           | Země                        | Body |
| ---------------- | --------------------------- | ---- |
| Zlatá medaile    | Švédsko                     | 216  |
| Stříbrná medaile | Německo                     | 216  |
| Bronzová medaile | Francie                     | 204  |
| 4.               | Norsko                      | 198  |
| 5.               | Bělorusko                   | 191  |
| 6.               | Rusko Ruská biatlonová unie | 180  |
| 7.               | Ukrajina                    | 167  |
| 8.               | Itálie                      | 157  |
| 9.               | Rakousko                    | 142  |
| 10.              | Česko                       | 130  |

### Smíšené závody
Konečně pořadí po 6 závodech
Do celkového pořadí se započítávají čtyři z nejlepších výsledků.
| Pořadí           | Země                        | Body |
| ---------------- | --------------------------- | ---- |
| Zlatá medaile    | Norsko                      | 228  |
| Stříbrná medaile | Francie                     | 211  |
| Bronzová medaile | Švédsko                     | 210  |
| 4.               | Rakousko                    | 169  |
| 5.               | Rusko Ruská biatlonová unie | 168  |
| 6.               | Itálie                      | 168  |
| 7.               | Ukrajina                    | 157  |
| 8.               | Německo                     | 155  |
| 9.               | USA                         | 148  |
| 10.              | Bělorusko                   | 148  |

## Statistiky

### Pořadí zemí
| Pořadí | Země                        | 1. místo | 2. místo | 3. místo | Celkově |
| ------ | --------------------------- | -------- | -------- | -------- | ------- |
| 1.     | Norsko                      | 38       | 25       | 20       | 83      |
| 2.     | Francie                     | 12       | 10       | 12       | 34      |
| 3.     | Švédsko                     | 8        | 12       | 11       | 31      |
| 4.     | Německo                     | 3        | 8        | 9        | 20      |
| 5.     | Rusko Ruská biatlonová unie | 3        | 2        | 2        | 7       |
| 6.     | Itálie                      | 2        | 3        | 6        | 11      |
| 7.     | Rakousko                    | 2        | 3        | 4        | 9       |
| 8.     | Bělorusko                   | 1        | 5        | 2        | 8       |
| 9.     | Česko                       | 1        | 0        | 0        | 1       |
| 10.    | Ukrajina                    | 0        | 2        | 1        | 3       |
| 11.    | Švýcarsko                   | 0        | 0        | 1        | 1       |
| 11.    | Slovinsko                   | 0        | 0        | 1        | 1       |
| 11.    | Spojené státy americké      | 0        | 0        | 1        | 1       |
|        | Celkem                      | 70       | 70       | 70       | 210     |

### Významné úspěchy
První individuální vítězství ve světovém poháru
| Muži - Sturla Holm Laegreid, 23 let, ve své 2. sezóně, vytrvalostní závod v Kontiolahti; zároveň první stupně vítězů - Sebastian Samuelsson, 23 let, ve své 5. sezóně, stíhací závod v Kontiolahti - Johannes Dale, 23 let, ve své 3. sezóně, sprint v Hochfilzenu; zároveň první stupně vítězů - Martin Ponsiluoma, 25 let, ve své 4. sezóně, sprint na Mistrovství světa - Simon Desthieux, 29 let, ve své 9. sezóně, sprint v Novém Městě na Moravě | Ženy - Dzinara Alimbekavová, 24, ve své 4. sezóně, sprint v Hochfilzenu; zároveň první stupně vítězů - Lisa Theresa Hauserová, 27 let, ve své 8. sezóně, vytrvalostní závod v Anterselvě - Ingrid Landmark Tandrevoldová, 24 let, ve své 5. sezóně, závod s hromadným startem v Östersundu |

Individuální vítězství v tomto ročníku světového poháru (v závorce je uveden celkový počet vítězství)
| Muži - Sturla Holm Laegreid, 7 (7) - Johannes Thingnes Bø, 4 (51) - Tarjei Bø, 3 (12) - Quentin Fillon Maillet, 3 (6) - Simon Desthieux, 2 (2) - Arnd Peiffer, 1 (10) - Alexandr Loginov, 1 (3) - Émilien Jacquelin, 1 (2) - Lukas Hofer, 1 (2) - Sebastian Samuelsson, 1 (1) - Johannes Dale, 1 (1) - Martin Ponsiluoma, 1 (1) | Ženy - Tiril Eckhoffová, 13 (26) - Marte Olsbuová Røiselandová, 3 (9) - Hanna Öbergová, 2 (5) - Julia Simonová, 2 (3) - Lisa Theresa Hauserová, 2 (2) - Dorothea Wiererová, 1 (12) - Markéta Davidová, 1 (2) - Dzinara Alimbekavová, 1 (1) - Ingrid Landmark Tandrevoldová, 1 (1) |

## Ukončení kariéry
Seznam uvádí významnější biatlonisty, kteří v průběhu či na konci sezónu ukončili sportovní kariéru: 
Muži:
- Ondřej Moravec – trojnásobný olympijský medailista, mistr světa ze smíšenéh štafety z Mistrovství světa 2015. Konec kariéry avizoval již na začátku sezóny,[24] posledním závodem se stal závod smíšených dvojic v Novém Městě na Moravě ve 36 letech.[25]
- Simon Schempp – trojnásobý olympijský medalista a čtyřnásobný mistr světa. Konec kariéry oznámil v lednu 2021 ve 32 letech.[26]
- Lars Helge Birkeland – stříbrný medailista z Zimních olympijských hrách 2018 a  mistr světa z roku 2019 z mužské štafety, celkově jedenáctinásobný vítěz kolektivních závodů ze světového poháru. Konec kariéry uznámil v únoru 2021 ve 32 letech.[27]
- Arnd Peiffer – olympijský vítěz z pchjongčchangského sprintu, pětinásobný mistr světa a vítěz celkem deseti individuálních závodů světového poháru, naposledy v prosinci 2020 v závodě s hromadným startem v Hochfilzenu. Konec kariéry oznámil dva dny před 34. narozeninami a závěrečnou zastávkou sezóny v březnu 2021.[28]

Ženy:
- Nicole Gontierová – několikanásobná medailistka ve štafetových závodech na mistrovství světa.[29]